# ルスラン・プロボドニコフ
ルスラン・プロボドニコフ（ロシア語: Русла́н Миха́йлович Проводнико́в, ラテン語: Ruslan Provodnikov, 1984年1月20日 - ）は、ロシアの元プロボクサー。ハンティ・マンシ自治管区・ユグラのバーリョゾヴォ出身のマンシ人。元WBO世界スーパーライト級王者。

## 来歴
少年時代は荒れており「若い頃は、酒を飲み、ボンドを吸い、盗みを働き、刑務所へ連れて行かれるような悪いことは全てやった。当時一緒に悪さをしていた連中が今どうなったか知らないけど、ほとんどの連中が刑務所にいるらしい。（ボクシングに出会わなければ）私も100%刑務所にいたと思う」と振り返っている。
2006年12月3日、プロデビューし、4回判定勝ち。3戦目でアメリカに進出。その後はアメリカ・ロシアと往復する形でキャリアを積む。
2009年11月28日、ビクター・ウーゴ・カストロとWBOインターコンチネンタルスーパーライト級王座決定戦を行い、初回にダウンを奪って先行すると、2回にもダウンを追加し、最後はレフェリーはカウントを途中でストップし、KO勝ちを収め王座獲得に成功した。
2011年1月7日、IBF同級12位のマウリシオ・ヘレーラとIBF北米スーパーライト級王座決定戦を行い、3-0(113-115、112-116、112-116)の僅差判定負けで王座獲得に失敗しプロ初黒星を喫した。
2011年12月5日、元WBO世界スーパーライト級王者デマーカス・コーリーとABCOスーパーライト級王座を賭け対戦。元世界王者で経験豊富なコーリーを相手に序盤からプレッシャーをかけロープに追い込んで連打を浴びせるなど試合を優位に進め、12回3-0の判定勝ちを収め王座獲得に成功した。
2012年1月27日、デヴィット・トーレスとWBOインターコンチネンタルスーパーライト級王座を賭け対戦した。初回にダウンを奪ってペースを握ると、5回にはトーレスの右目の上をパンチによる有効打によりカット。6回にはダウンを2度奪ってレフェリーストップを呼び込み王座返り咲きに成功した。
2012年6月29日、ホセ・レイノソと対戦、2回に右ストレートで仕留め初防衛に成功した。
2013年3月16日、スタブハブ・センター・テニスコートにて、WBO世界ウェルター級王者ティモシー・ブラッドリーと対戦した。技巧派であるブラッドリーは普段は距離を取って優位に進める試合スタイルだが、この日は序盤から慣れない打ち合いに臨んだ。急激な減量が祟ったブラッドリーの動きが悪かったこともあり、打ち合いの間は試合を優位に進めるプロボドニコフだったが、序盤以降は足を使い出したブラッドリーのテクニックに翻弄された。しかし最終12ラウンドに再び打ち合いに来たブラッドリーからダウンを奪い、あわや逆転勝利で王座戴冠に見えたが0-3の僅差判定負けを喫し、王座獲得はならなかった。
2013年10月19日、デンバーのファーストバンク・センターでWBO世界スーパーライト級王者マイク・アルバラードと対戦、アルバラードが8ラウンドに2度ダウンをするなどしてダメージが蓄積、10ラウンド終了時には足取りがおぼつかず帰るコーナーを間違えてしまう。これを見ていたレフリーはアルバラードのコーナーへ行きアルバラードに「大丈夫か？」「試合を続けたいか？」と尋ねるが、それぞれの問いにアルバラードが「ノー」と答えたため、レフェリーは試合をストップ、10回終了TKO勝ちを収め2度目の挑戦で王座獲得に成功した。
2014年6月14日、ニューヨークのバークレイズ・センターで、WBOランキング同級13位で19戦全勝の元キックボクサーのクリス・アルギエリと対戦。初回に2度ダウンを奪いストップ寸前まで追い詰めたが、その後アルギエリのアウトボクシングに手を焼きポイントを挽回され、番狂わせとなる12回1-2(117-109、2者が112-114)の判定負けで初防衛に失敗し王座から陥落した。トレーナーのフレディ・ローチは、この試合のジャッジを務めたアルギエリの出身地であるニューヨーク州のジャッジと隣の州のコネチカット州のジャッジの2人がアルギエリの勝ちにつけたことにホームタウンデシジョンであると異議を唱え、即時の再戦を要求したが、ローチは10ラウンドのインターバル中に「すごく接戦になっている、試合に勝つためにはノックアウトする必要がある、プレッシャーをかけていけ」と接戦である事をプロボドニコフに伝える姿をカメラに捕らえられていた。ボクシングマスコミ関係者の採点は、プロボドニコフの勝ちとつけたのが19人(54%)、アルギエリの勝ちとつけたのが13人(37%)、引き分けとつけたのが3人(9%)であったが、パンチの総計はプロボドニコフの775発中205発的中(的中率26%)に対してアルギエリは993発中288発的中(的中率29%)と手数とヒット数でアルギエリが上回り、強打の数でもプロボドニコフの434発中164発(的中率38%)に対してアルギエリは427発中177発(的中率41%)とアルギエリが若干上回った。
2014年11月28日、モスクワで元WBC世界ライト級王者ホセ・ルイス・カスティージョと対戦し、5回TKO勝ちを収め再起に成功した。
2015年4月18日、ニューヨーク州・ヴェローナのターニング・ストーン・リゾート&カジノ内ターニング・ストーン・イベント・センターでルーカス・マティセーとノンタイトル12回戦で対戦し、0-2（114-114、113-115、113-115）の判定で敗れた。
2015年11月7日、モンテカルロのサル・デ・エトワールでユルゲン・ブリーマーの負傷欠場により急遽メインイベンターとしてヘスス・プルデンシオ・アルバレス・ロドリゲスとスーパーライト級契約10回戦で対戦し4回1分40秒TKO勝ちを収めた。
2016年6月11日、ヴェローナのターニング・ストーン・リゾート&カジノ内ターニング・ストーン・イベント・センターでジョン・モリーナ・ジュニアと対戦し番狂わせとなる12回0-3(112-116、113-115、111-117)の判定負けを喫した。この試合を最後にこれ以降試合を行っていない。
2021年12月19日、約5年6か月ぶりに復帰して、元UFC所属の総合格闘家アリ・バガウティノフとボクシングルールのエキシビション5回戦で対戦。2-1の判定勝ちを収め、試合後に現役引退を表明した。

## 獲得タイトル
- WBOインターコンチネンタルスーパーライト級王座
- ABCOスーパーライト級王座
- WBO世界スーパーライト級王座（防衛0）